# 통도사 하이패스 나들목
통도사 하이패스 나들목(Tongdosa Hipass IC)은 경상남도 양산시 하북면 순지리에 설치된 경부고속도로의 4-1번 나들목이다. 대한민국에서 최초로 건설된 하이패스 전용 나들목이며, 통도사휴게소 내에 설치되었다.
이 나들목이 위치한 곳은 본래 통도사 나들목이 있었던 자리이며, 2005년 경부고속도로의 언양 ~ 양산 구간을 확장하면서 통도사 나들목을 지금의 위치로 이전하고 2011년 8월 25일에 기존 통도사 나들목 부지에 하행선에 한하여 노후화된 부산방향 언양휴게소를 대체할 목적으로 통도사휴게소를 건설하였다.
한편 국토해양부는 2010년 3월에 하이패스 전용 나들목 시범도입 계획을 수립해 양촌 나들목과 함께 이 나들목을 시범 개통 구간으로 선정했으며, 21억 원의 사업비를 들여서 공사한 끝에 2011년 12월 27일에 개통되었다. 이 나들목은 대한민국에서 최초로 건설된 하이패스 전용 나들목이다. 2011년 12월 27일 개통 당시에는 경부고속도로 부산방면으로 진입만 가능했으나, 2016년 9월 9일 서울방면에서 진출도 가능하게 되었다.
언양~부산 구간을 운행하는 직행버스가 통도사신평버스터미널을 경유 한 후 부산으로 가기 위해 이 나들목을 통과한다.
하이패스 전용 나들목이기 때문에, 4.5톤 이상 화물차는 과적단속 여부와 관계없이 이 나들목의 진출입이 전면 금지된다.

## 연혁
- 2011년 12월 27일 : 하이패스 나들목 부산방향 진입차로 개통과 함께 영업 개시[5]
- 2014년 11월 11일 : 2016년까지 나들목 설치를 위해 경상남도 양산시 동면 사송리 ~ 하북면 순지리 869m 구간 도로구역 변경[6]
- 2016년 9월 12일 : 하이패스 나들목 서울방향 진출차로 개통과 함께 요금소 수납 개시[7]

## 구조물 정보
서울방향 진출로의 경우 통도사충전소 진입로와 연결되어 있다.
- 위치: 경상남도 양산시 하북면 순지리
- 영업소: 경상남도 양산시 하북면 경부고속도로 31

## 접속하는 도로
- 국도 제35호선 (양산대로)
- 신평로
- 신평남부길

## 교통량 정보
| 요금소                  | 통행량 (대/일) | 통행량 (대/일) | 통행량 (대/일) | 통행량 (대/일) | 각주  |
| 요금소                  | 2016년         | 2017년         | 2018년         | 2019년         | 각주  |
| ----------------------- | -------------- | -------------- | -------------- | -------------- | ----- |
| 통도사하이패스 (폐쇄식) | 1,252          | 1,834          | 2,152          | 2,466          | [ 8 ] |

## 같이 보기
- 통도사 나들목
- 통도사휴게소